# Euphorbia stygiana
Espèce
Statut de conservation UICN

 CR C2a(i); D : 
En danger critique
Synonymes
- Euphorbia mellifera Seub.[1]
- Euphorbia stygiana subsp. stygiana[1]
- Tithymalus stygianus (H.C.Watson) Soják[1] [2]

Euphorbia stygiana est une espèce de plantes de la famille des Euphorbiacées endémique de l'île Santa Maria aux Açores.

## Liste des sous-espèces
Selon Catalogue of Life (24 juillet 2017) :
- Euphorbia stygiana subsp. santamariae
- Euphorbia stygiana subsp. stygiana